# 曹達
曹達（?—?），又作司馬曹達，5世纪元前半叶（古坟时代中期）的倭国官吏，具体生卒年不详。
其为倭王赞（倭五王之一）的臣子，被推测为是从中国渡往日本的“渡来人”。

## 记录
其主要事迹是根据《宋書·夷蛮传·倭国》记载：元嘉二年（425年），司马曹达受倭王赞的派遣向南朝宋文帝献表，并奉上了倭国的名产物。

## 考证
关于曹達其人冠称“司馬”有很多不同说法，但其中“司马”是与軍事相关的官职名的说法被认为较为有力。倭王赞在永初二年（421年）授予了他官职，具体内容不明，但“安東将軍 倭国王”的爵号可能性较高；此官爵是在将军府和長史（管理文官）、司馬（管理軍事）、参軍等僚属（府官）的体系下设立的，而曹達的“司马”正被认为是在这一府官体制下的官职。值得注意的是倭国作为使者的司马与大将军府（高句麗、百济）派遣的、作为使者的長史有所不同：相对于作为长官的長史，司马只相当于一名次官。这可能是表示倭国较为重視軍事，同时也被指出有是为了表示“倭国较于他国，立于更优的外交姿势”的可能性。但是实际上当时曹達并不从事实际的军官事务，此职是为了使节的身份而临时授予，并不参与实际事务管理（虚衔）。也有“司馬”是姓的说法。
在那时的倭国，像稻荷山古坟出土铁剑铭文上的“乎獲居”和江田船山古坟出土铁刀上的“无利弖”一样，没有姓氏的情况是正常的，因此曹達也被推定为是从中国来的渡来人。（但是因为当时和中国交往还不是很久，也有说是朝鲜人）
在部分关于倭五王的记载中，曹達变成了倭王珍的臣子“倭隋”。
由曹達的记载与江田船山古墳出土鉄刀铭文中记载的“張安”等，可知当时从中国渡来的渡来人们在当时担任了一定的角色。

## 注
1. ↑  森公章 《倭の五王 5世紀の東アジアと倭王群像（日本史リブレット 人 002）》 山川出版社、2010年、p. 62。
2. ↑  《東アジア民族史 1 正史東夷伝（東洋文庫264）》 平凡社、1974年、pp. 309-310。

## 关联条目
- 倭五王